# Cekavica
Cekavica (en serbe cyrillique : Цекавица) est un village de Serbie situé dans la municipalité de Lebane, district de Jablanica. Au recensement de 2011, il comptait 468 habitants.

## Démographie
| 1948 | 1953 | 1961 | 1971 | 1981 | 1991 | 2002 | 2011 |
| ---- | ---- | ---- | ---- | ---- | ---- | ---- | ---- |
| 503  | 549  | 566  | 554  | 521  | 531  | 507  | 468  |

|  |